# Stanfield (North Carolina)
Stanfield is een plaats (town) in de Amerikaanse staat North Carolina, en valt bestuurlijk gezien onder Stanly County.

## Demografie
Bij de volkstelling in 2000 werd het aantal inwoners vastgesteld op 1113.
In 2006 is het aantal inwoners door het United States Census Bureau geschat op eveneens 1113.

## Geografie
Volgens het United States Census Bureau beslaat de plaats een oppervlakte van
11,6 km², geheel bestaande uit land. Stanfield ligt op ongeveer 183 m boven zeeniveau.

## Plaatsen in de nabije omgeving
De onderstaande figuur toont nabijgelegen plaatsen in een straal van 24 km rond Stanfield.